# Anneau d'Alice
Pour les articles homonymes, voir Anneau et Alice.
En science physique, un anneau d’Alice est un minuscule vortex en forme de boucle pouvant se produire durant quelques millisecondes dans un fluide, notamment un gaz, à très basse température, proche du zéro absolu.
Au cœur de cet anneau quantique[Quoi ?], des phénomènes d’inversion (de charge, de symétrie) peuvent théoriquement se manifester, d’où la comparaison purement poétique avec le conte De l’autre côté du miroir, et ce qu’Alice y trouva de Lewis Carroll.
C’est un phénomène proche des intrigants monopôles magnétiques. Il a été observé pour la première en 2023 par une équipe de physiciens américains et finlandais.